# NGC 508
NGC 508 (другие обозначения — UGC 939, MCG 5-4-45, ZWG 502.68, ARP 229, VV 207, PGC 5099) — эллиптическая галактика (E) в созвездии Рыбы.
Этот объект входит в число перечисленных в оригинальной редакции «Нового общего каталога».